# Cervere
Cervere là một đô thị tại tỉnh Cuneo trong vùng Piedmont của Italia, vị trí cách khoảng 50 km về phía nam của Torino và khoảng 35 km về phía đông bắc của Cuneo. Tại thời điểm ngày 31 tháng 12 năm 2004, đô thị này có dân số 1.932 người và diện tích 18,9 km².
Đô thị Cervere có các frazioni (đơn vị cấp dưới, chủ yếu là các làng) Grinzano, Montarossa, Tetti Chiaramellivà Tetti Paglieri.
Cervere giáp các đô thị: Cherasco, Fossano, Marene, Salmour và Savigliano.